# Xixuthrus lunicollis
Xixuthrus lunicollis är en skalbaggsart som beskrevs av Lansberge 1884. Xixuthrus lunicollis ingår i släktet Xixuthrus och familjen långhorningar. Inga underarter finns listade i Catalogue of Life.